# 670-ті
Раннє Середньовіччя. Триває чума Юстиніана. У Східній Римській імперії тривало правління Костянтина IV. Омеядському халіфату належать Аравійський півострів, Сирія, Вірменія, Персія, Єгипет, частина Північної Африки. Невелика частина Італії належить Візантії, на решті лежить Лангобардське королівство. Франкським королівством формально правлять королі з династії Меровінгів при фактичному правлінні мажордомів. Іберію займає Вестготське королівство. В Англії триває період гептархії. Авари та слов'яни утвердилися на Балканах. Центр Аварського каганату лежить у Паннонії. Існує слов'янське князівство Карантанія.
У Китаї триває правління династії Тан. Індія роздроблена. В Японії триває період Ямато. Імперія Сассанідів припинила існування. Хазарський каганат підкорив собі Велику Булгарію.
На території лісостепової України в VII столітті виділяють пеньківську й празьку археологічні культури. У VII столітті тривало швидке розселення слов'ян. У Північному Причорномор'ї співіснують різні кочові племена, зокрема булгари, хозари, алани, авари, тюрки.

## Події
- Упродовж 674—678 років араби тримали в облозі Константинополь, арабський флот підпливав до мурів міста, але змушений був відступати. Візантійці використовували для боротьби з ним грецький вогонь. Зрештою араби зняли облогу й підписали з Візантією мирну угоду.
- 680 року стався остаточний розкол у мусульманському світі на шиїтів та сунітів.
- У Франкському королівстві творилося казна-що, швидко мінялися малолітні королі Австразії та Нейстрії, фактична влада належала мажордомам, які вели боротьбу між собою.
- Частина булгарів мігрувала в дельту Дунаю, де згодом асимілювалася з місцевим слов'янським населенням.
- 672 — кінець понтифікату Папи Віталія;
- 672—676 — понтифікат Папи Адеодата II;
- 676—678 — понтифікат Папи Домна;
- 678 — початок понтифікату Папи Агафона;